# Осока звисла
Осока звисла (Carex pendula) — вид трав'янистих рослин з родини осокові (Cyperaceae), поширений у Європі (крім півночі й сходу), заході Північної Африки, в Західній Азії.

## Опис
Багаторічна рослина (40)60-150(230) см заввишки

## Поширення
Північна Африка: Алжир, Марокко, Туніс; Західна Азія: Кіпр, Іран, Ірак, Ліван, Сирія, Туреччина, Вірменія, Азербайджан, Грузія; Європа: Данія, Ірландія, Швеція, Велика Британія, Австрія, Бельгія, Чехія, Німеччина, Угорщина, Нідерланди, Польща, Словаччина, Швейцарія, Білорусь, Молдова, Україна (у т.ч. Крим), Албанія, Боснія і Герцеговина, Болгарія, Хорватія, Греція (у т.ч. Крит), Італія (у т.ч. Сардинія, Сицилія), Румунія, Сербія, Словенія, Франція (у т.ч. Корсика), Португалія (у т.ч. Азорські острови, Мадейра), Іспанія. Також культивується.
В Україні зростає в широколистяних лісах, долинах струмків — у нижніх гірських поясах Карпат і Криму. 